# 擬聲者
擬聲者（英語：Onomatopoeia）是一名DC漫畫旗下的虛構超级反派，由作家凱文·史密斯和藝術家菲爾·赫斯特所創作。該角首次登場於《綠箭俠》#12（2002年3月），並時常作為綠箭俠和蝙蝠俠的敵人。

## 歷史
擬聲者最初登場於《綠箭俠》#12（2002年3月），其角色概念由作家凱文·史密斯創作，而外表形象則為菲爾·赫斯特所繪製。IGN的丹尼爾·克朗（Daniel Crown）稱他為「十年來最酷的新反派之一」。

## 人物
擬聲者最初登場時，他殺害一位名叫薇拉格（Virago）的女性犯罪分子，並透露了自己的名字。他是《綠箭俠》#13至15的主要反派；除了能確認他是名白種人男子外，並沒有其他的訊息，包括其本名。擬聲者是名連環殺手，主要下手的目標為沒有超能力的超級英雄。「擬聲者」一名來自他能模仿周遭的聲音，如滴水和槍聲等。擬聲者盯上了第二代綠箭俠康納·霍克，並在康納在醫院接受手術時，他在手術室殺了幾名醫生，但被其父親奥利弗·昆恩和黑金絲雀阻撓並擊敗，使他只好設法撤退。
之後，擬聲者被小亞歷山大·路瑟的超級惡棍秘密協會招募，並於2006年的《無限危機》#7中以征服大都會的成員之一。
擬聲者於2008年11月在《蝙蝠俠：不和諧的聲音》中登場，該漫畫由史密斯和其友人華特·弗拉納根合力創作。在故事中，擬聲者將小丑從阿卡漢精神病院中釋放並資助他來發動馬克西·宙斯的幫派戰爭。他想藉此引出蝙蝠俠，但反遭對方擊敗；而為了從蝙蝠俠的手中逃走，擬聲者透過給予小丑致命的一擊來迫使蝙蝠俠選擇拯救小丑的生命而放走他。在該漫畫的結尾顯示，擬聲者私下有著一個看似正常的生活，並是名愛著兩個孩子和妻子的父親；他的家人並不知道他的殺人行徑，擬聲者偶爾會以運動傷害（如網球、馬球和打獵）為藉口來向家人解釋自己身上的傷。此外，擬聲者還會將自己殺害英雄的戰利品藏在書架後面的一個隱藏的空間中。
在《蝙蝠俠：擴大環流》中，據透露，他將自己的身份改為巴風特（Baphomet），並協助蝙蝠俠打倒惡魔伊特萊根、毒藤女。後來又和蝙蝠俠擊敗了死亡射手、瘋狂拼布和日曆人等反派。在故事接近結尾時，蝙蝠俠帶巴風特到蝙蝠洞將自己的真實身份「布魯斯·韋恩」告訴了他，並將他介紹給茜爾薇·聖克勞德。布魯斯邀請巴風特留下來吃早餐，但巴風特在轉身離開前將工作帶放在桌上並說了「KA-KLAK」，這使布魯斯驚恐地發現原來巴風特的真實身份是擬聲者。最後，換回擬聲者身份的他持刀割了聖克勞德的喉嚨。

## 能力
擬聲者本身具備了優秀的身手，除了武術家外也是名武器專家。他總是攜帶兩把半自動手槍、一把狙擊步槍和一把軍刀。他擁有著聰明的頭腦，並曾懂得利用小丑來應付蝙蝠俠。擬聲者出擊時的裝備包括黑色手套、長褲、風衣和一個有著白色同心圓圖樣的頭套。在《蝙蝠俠：不和諧的聲音》中透露，他還會收集他殺死的英雄之面具。他的槍法被證明甚至能與死亡射手相當。在擬聲者和綠箭俠交手時能看出，他有著高超的身手和反應，甚至能靠牙齒來接住一支綠箭俠的箭。

## 其他媒體

### 電視劇
- 《綠箭俠》：該劇的製片人原本打算讓擬聲者於2013年的某一集中登場，但執行製片人安德魯·克雷斯伯格（英语：Andrew Kreisberg）表示，在聽完凱文·史密斯對擬聲者的陳述後，他的團隊改變了主意，認為該角難以改編。相反地，他們創造了一位名為布蘭克先生（Mr Blank）的神秘殺手來取代擬聲者，布蘭克先生由J·奧古斯特·理查茲（英语：J. August Richards）所飾演[5][6]。布蘭克先生於「Home Invasion」一集中登場；此外，和擬聲者不同的是，布蘭克先生所使用的武器是半自動手槍，而不是一把軍刀或狙擊步槍。
- 《DC國度短片（英语：DC Nation Shorts）》；動畫短片。由凱文·麥可·理查森為擬聲者配音，於《Green Arrow》中登場。

## 外部連結
- 在Comic Vine上的Onomatopoeia （页面存档备份，存于）